# Perdita albopicta
Perdita albopicta är en biart som beskrevs av Timberlake 1958. Perdita albopicta ingår i släktet Perdita och familjen grävbin. Inga underarter finns listade i Catalogue of Life.